# À travers les Hauts-de-France femenina
L'À travers les Hauts-de-France femenina és una cursa femenina de ciclisme d'un dia que es celebra a França des de l'any 2022. Anteriorment era una cursa masculina amb el mateix nom. Està integrada dins el calendari femení de l'UCI com a cursa de categoria 1.2. Es disputa anualment pel nord de la regió de Nova Aquitània. La primera vencedora fou la neerlandesa Mischa Bredewold.

## Palmarès
| Any  | Vencedora        | Segona                  | Tercera         |         |
| ---- | ---------------- | ----------------------- | --------------- | ------- |
| 2022 | Mischa Bredewold | Marie Morgane le Deunff | Iúlia Biriukova |         |
| 2023 | Valentine Fortin | Christine Majerus       | Marthe Truyen   |         |
| 2024 | suspesa          | suspesa                 | suspesa         | suspesa |
| 2025 |                  |                         |                 |         |